# Sericolea lanata
Sericolea lanata är en tvåhjärtbladig växtart som beskrevs av Albert Charles Smith. Sericolea lanata ingår i släktet Sericolea och familjen Elaeocarpaceae. Inga underarter finns listade i Catalogue of Life.